# Nuevo Cuscatlán
Nuevo Cuscatlán es un distrito del municipio de La Libertad Este en el departamento de La Libertad, se encuentra ubicado a 13 kilómetros de San Salvador. Colinda al norte y este con Antiguo Cuscatlán, al sur con Huizúcar y San José Villanueva y al oeste con Santa Tecla.  
El distrito tiene una población de 12 699 habitantes, según el censo de 2024, la extensión territorial de la  ciudad es de 15,61 kilómetros cuadrados y mantiene una altura media de 920 metros al nivel del mar. El territorio formado por plantas autóctonas posee un clima tropical seco, sus temperaturas oscilan entre los 18° y los 32 °C durante las diferentes épocas del año.
| Censo | Población | Cambio | Porcentaje |
| ----- | --------- | ------ | ---------- |
| 2007  | 6 897     | N/D    | N/D        |
| 2024  | 12 699    | 5 802  | 84.1%      |

## Historia
El 11 de abril de 1853, el presidente Francisco Dueñas Díaz, emitió un acuerdo ejecutivo ordenando la fundación de un poblado que llevaba el nombre de Joya Grande, terreno perteneciente a Don Francisco Escalón. Sus primeros moradores provenían del Valle de la Joya, Antiguo Cuscatlán y otros lugares aledaños.
El 6 de septiembre de 1854 se formalizó finalmente el acuerdo, asignando al lugar el nombre de Nuevo Cuscatlán. En la sesión del 13 de marzo de 1854 la Cámara Legislativa aprobó la erección de este municipio y facultaron ampliamente al Poder Ejecutivo, a la sazón presidido por el coronel don José María San Martín, "para que, previos los informes necesarios, designe los límites de la jurisdicción de dicho pueblo" y partir de enero de 1865, el pueblo pasa a formar parte del departamento de La Libertad.
De acuerdo con la estadística del departamento de La Libertad hecha por el gobernador José López en el 23 de mayo de 1865, la población era de 416 personas. El 7 de septiembre de 2005 obtuvo el título de villa.
En 2016 la Asamblea Legislativa de El Salvador, con el voto de todas las fuerzas políticas presentes, otorgó el título de ciudad al distrito de Nuevo Cuscatlán.

## Política
El distrito de Nuevo Cuscatlán es el lugar de nacimiento de la carrera política del actual presidente de la República de El Salvador, Nayib Bukele. Además, es el lugar de origen de su partido político, Nuevas Ideas.
Nayib Bukele fue alcalde del municipio de Nuevo Cuscatlán durante el período 2012-2015. Luego, su partido en ese entonces, el FMLN, le ofreció la candidatura para el municipio de San Salvador, el cual ganó. Su heredera política en Nuevo Cuscatlán fue Michelle Sol, quien gobernó entre 2015 y 2019. Sol renunció a su cargo de alcaldesa para aceptar el puesto de Ministra de Vivienda bajo el gobierno de Nayib Bukele, cargo que aún posee.
Desde 2024, el distrito de Nuevo Cuscatlán está dentro del municipio de La Libertad Este. La exalcaldesa Michelle Sol lanzó su campaña para ganar la alcaldía del municipio. Se enfrentó a la alcaldesa Milagro Navas del municipio vecino Antiguo Cuscatlán. Navas ganó en el municipio con más 67% de los votos. Mientras que en Nuevo Cuscatlán obtuvo más del 62% de los votos. Sol por su lado, a nivel municipal obtuvo más del 31%, mientras que en el distrito que ella gobernó hasta 2019, obtuvo un poco más del 36%.

### Resultados municipales
|  | 56.05 % |

|  | 18.99 % |

|  | 41.56 % |

|  | 33.89 % |

|  | 39.79 % |

|  | 36.54 % |

|  | 38.29 % |

|  | 36.35 % |

|  | 49.83 % |

|  | 26.44 % |

|  | 56.62 % |

|  | 33.29 % |

|  | 51.68 % |

|  | 46.68 % |

|  | 60.79 % |

|  | 38.06 % |

|  | 51.17 % |

|  | 47.18 % |

|  | 48.73 % |

|  | 27.19 % |

|  | 62.85 % |

|  | 36.30 % |

## Economía

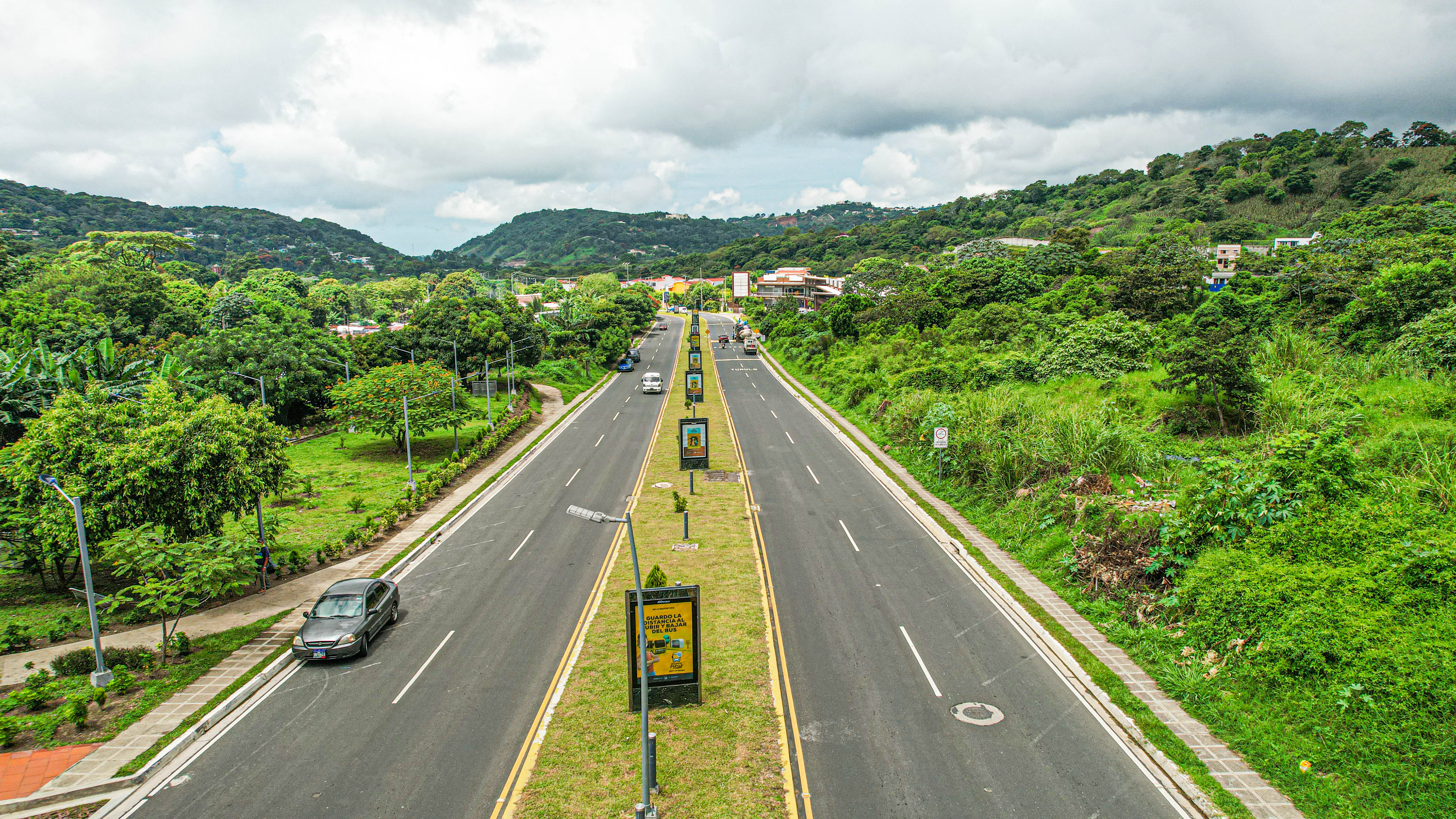
Vista aérea del Blvr. Cuscatlán

Nuevo Cuscatlán tiene a la caficultura como uno de sus principales pilares económicos, numerosas haciendas cafetaleras se sitúan en las orillas de la ciudad. Durante la administración de Nayib Bukele, se inauguró el Boulevard Cuscatlán, el cual facilitó la conexión y las conexiones comerciales entre los distritos de Huizúcar y Antiguo Cuscatlán. La inversión destinada a esta obra de infraestructura fue de $1.6 millones, cuenta con una extensión 743 metros lineales y cuatro carriles.
Con el paso de los años, cuando era una municipalidad se desarrollaron estrategias novedosas que impulsaron la economía local, el empleo, la inversión y los negocios, permitiendo destacar como un destino para la modernidad y el progreso. Los principales centros comerciales en el área de Nuevo Cuscatlán son:
- Centro comercial Los Sueños
- Centro comercial Las Palmas
- Centro Comercial La Joya
- Mercado Municipal Nuevo Cuscatlán
- Plaza Greenside
- Plaza Paradiso

En 2013, como Alcaldía de Nuevo Cuscatlán, liderada por Nayib Bukele, lanzó la marca NUCU, una empresa de artesanías autóctonas que permitió el empoderamiento de la mujer neocuscatleca. En el sector inmobiliario, Nuevo Cuscatlán ha crecido exponencialmente y se han desarrollado varios proyectos residenciales y comerciales, entre los principales están:
- Infinity Tower
- LIFE
- Park Tower
- Epic Plaza
- Salamanca Eventos

## Educación
El área educativa del distrito, cuenta con tres centros escolares públicos que son el Centro Escolar Pedro Pablo Castillo, Centro Escolar Hacienda Florencia y Centro Escolar Caserío El Cajón, también cuenta con el Colegio Bilingüe Cuscatlán de carácter privado.
La administración de Nayib Bukele puso en marcha un programa de becas, creado con la finalidad de financiar la carrera universitaria a los jóvenes nacidos en Nuevo Cuscatlán, los becarios tienen la posibilidad de elegir la universidad y carrera a placer, a cambio, realizan trabajo social en las comunidades más necesitadas del distrito. Además, inició la construcción de la primera Biblioteca Municipal.
En 2015, el Ministerio de Educación declaró el pasado 19 de junio a Nuevo Cuscatlán como el tercer municipio de La Libertad en estar libre de analfabetismo.

## Cultura
El 19 de marzo se celebran las fiestas patronales en honor a San José en la parroquia del mismo nombre, durante ellas se realizan desfiles por las principales calles y avenidas, también se elige a la reina de dichas fiestas, las cuales se hacen acompañar con música y fuegos artificiales.
En agosto, la parroquia San José acostumbra realizar el Festival del Maíz.
En las afueras de Nuevo Cuscatlán sobre la carretera que conduce a Huizucar se encuentra el complejo Salamanca el cual es muy utilizado para diversas actividades culturales , conciertos y mercados de emprendedores.

## Salud

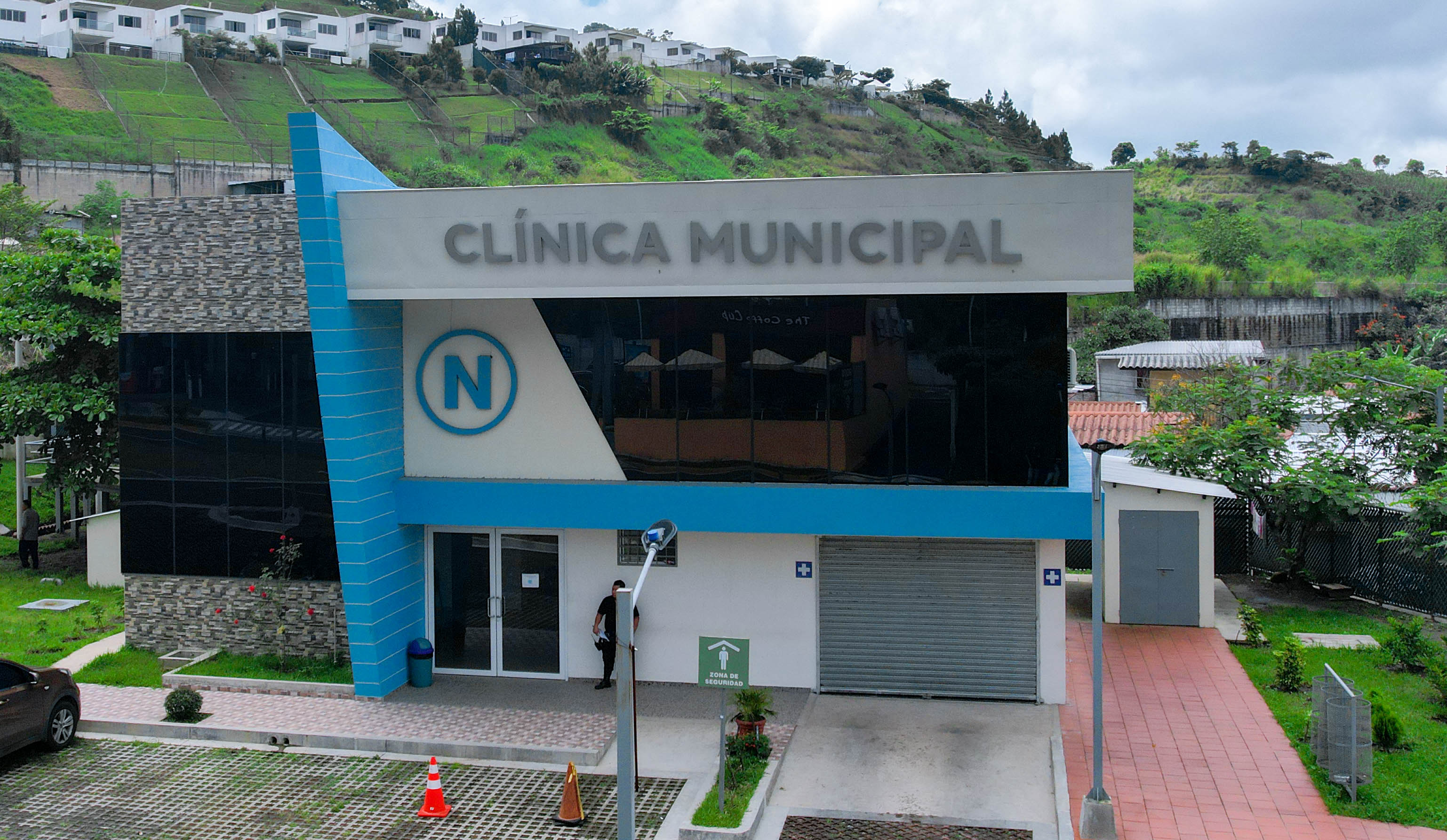
Clínica Municipal de Nuevo Cuscatlán

Nuevo Cuscatlán cuenta con una Unidad de Salud adscrita al Ministerio de Salud y con una Clínica Municipal en la cual se brindan servicios como consultas generales, pequeña cirugía, citologías y procedimientos menores.
En la actualidad, la Clínica Municipal cuenta con dos niveles para brindar apoyo a la salud de los habitantes, la construcción asentada en un terreno de 3,071.51 metros cuadrados tuvo una inversión que ascendió a los $394,967.51.

## Religión
El distrito cuenta con dos iglesias católicas, la parroquia San Juan de la Cruz y la parroquia San José, además cuenta con cuatro iglesias evangélicas, la Iglesia Cristiana Nuevo Cuscatlán, Iglesia Kemuel, Iglesia de Cristo Nuevo Cuscatlán y el Tabernáculo Bíblico Bautista Amigos de Israel, así cómo también un Salón del Reino de los Testigos de Jehová.

## Deporte
La ciudad alberga diversos escenarios para la práctica del deporte. El principal de ellos el Estadio de Nuevo Cuscatlán, otros recintos son la Cancha Florencia, Cancha La Joya y Cancha Santa Elena. 
Nuevo Cuscatlán es sede del recinto BeSport, que ofrece la posibilidad de realizar natación, fútbol, pádel, basquetbol y cricket.

## Etimología
El toponímico Cuzcatlán significa en idioma náhuatl: "país de preseas" o "ciudad-joya", pues proviene de cuzcat, joya, cuenta de collar, riqueza, presea, y tan  o tlan, sufijo locativo.

## Galería

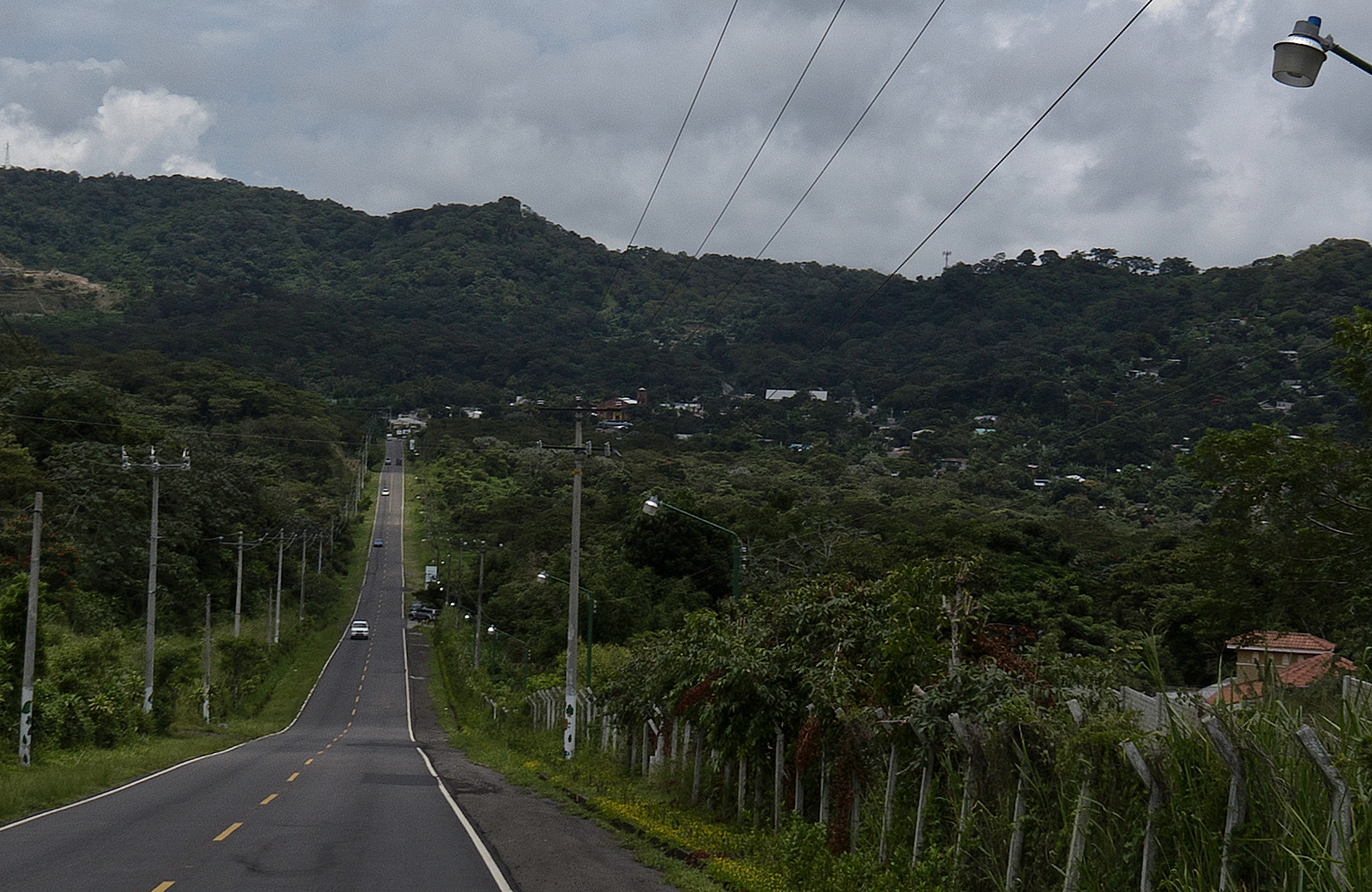
Nuevo Custcatlán (centro de la foto) visto de lejos. La carretera lo conecta con Santa Tecla.
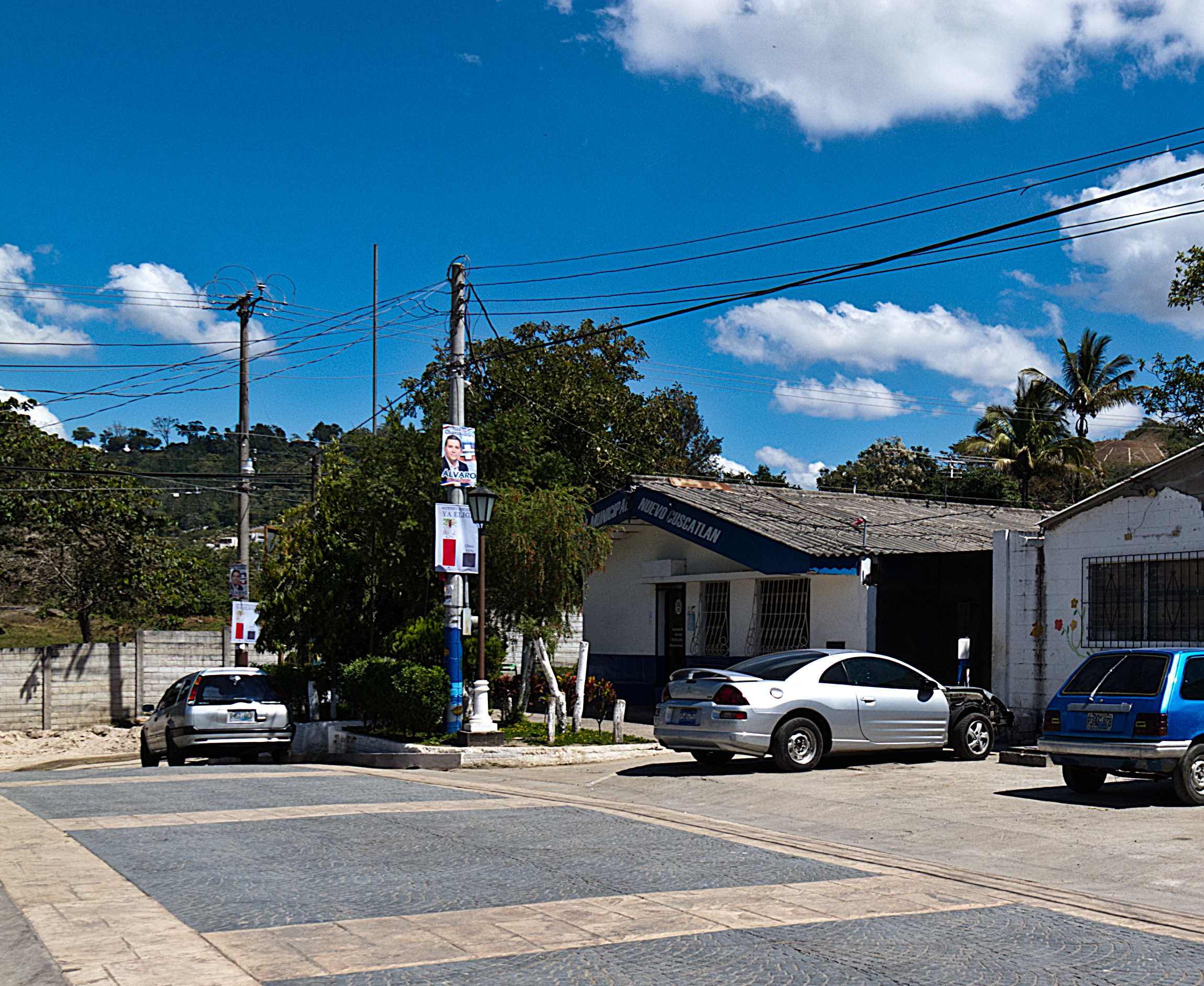
Alcaldía de Nuevo Cuscatlán.
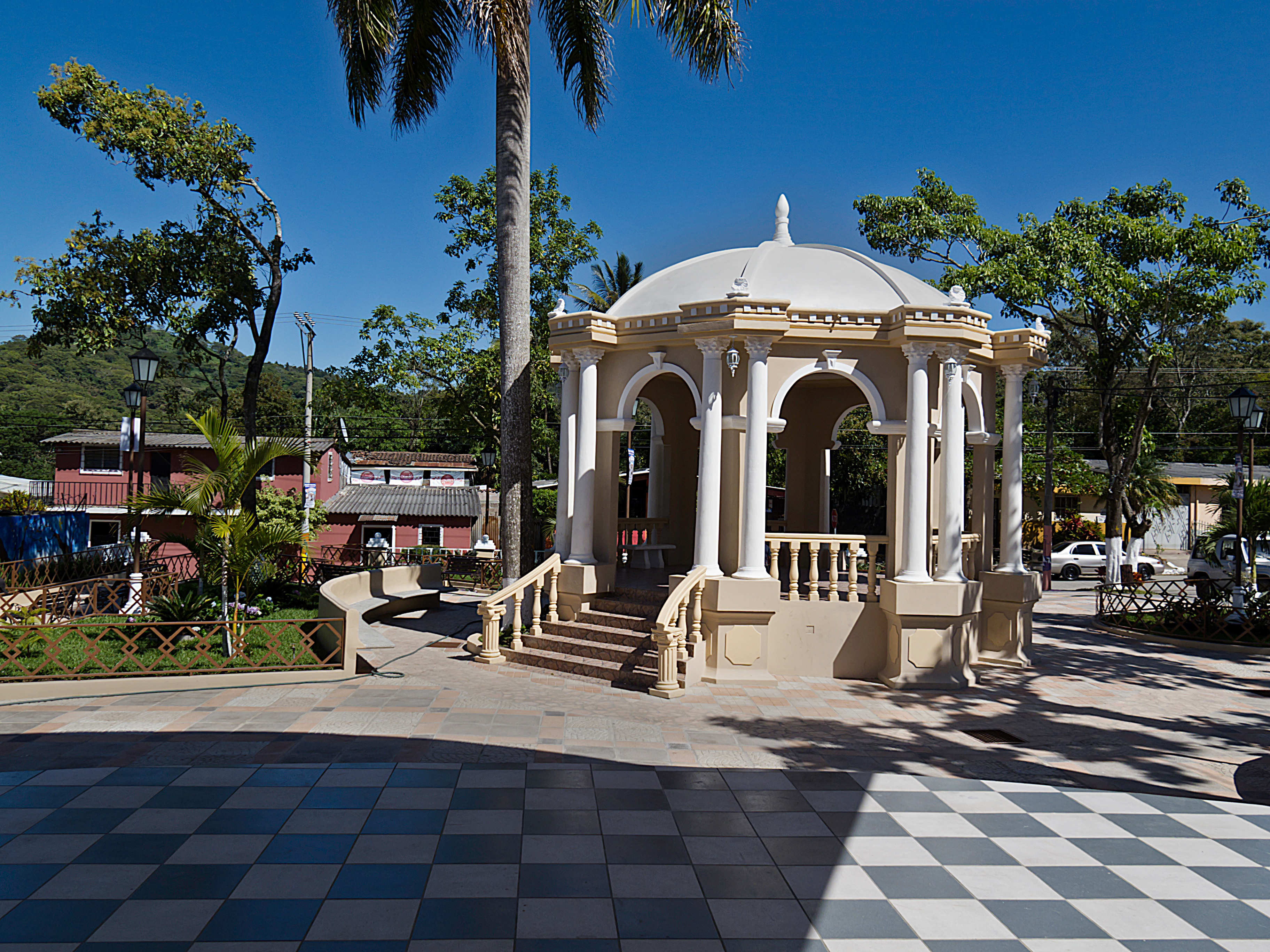
Parque Municipal San José.
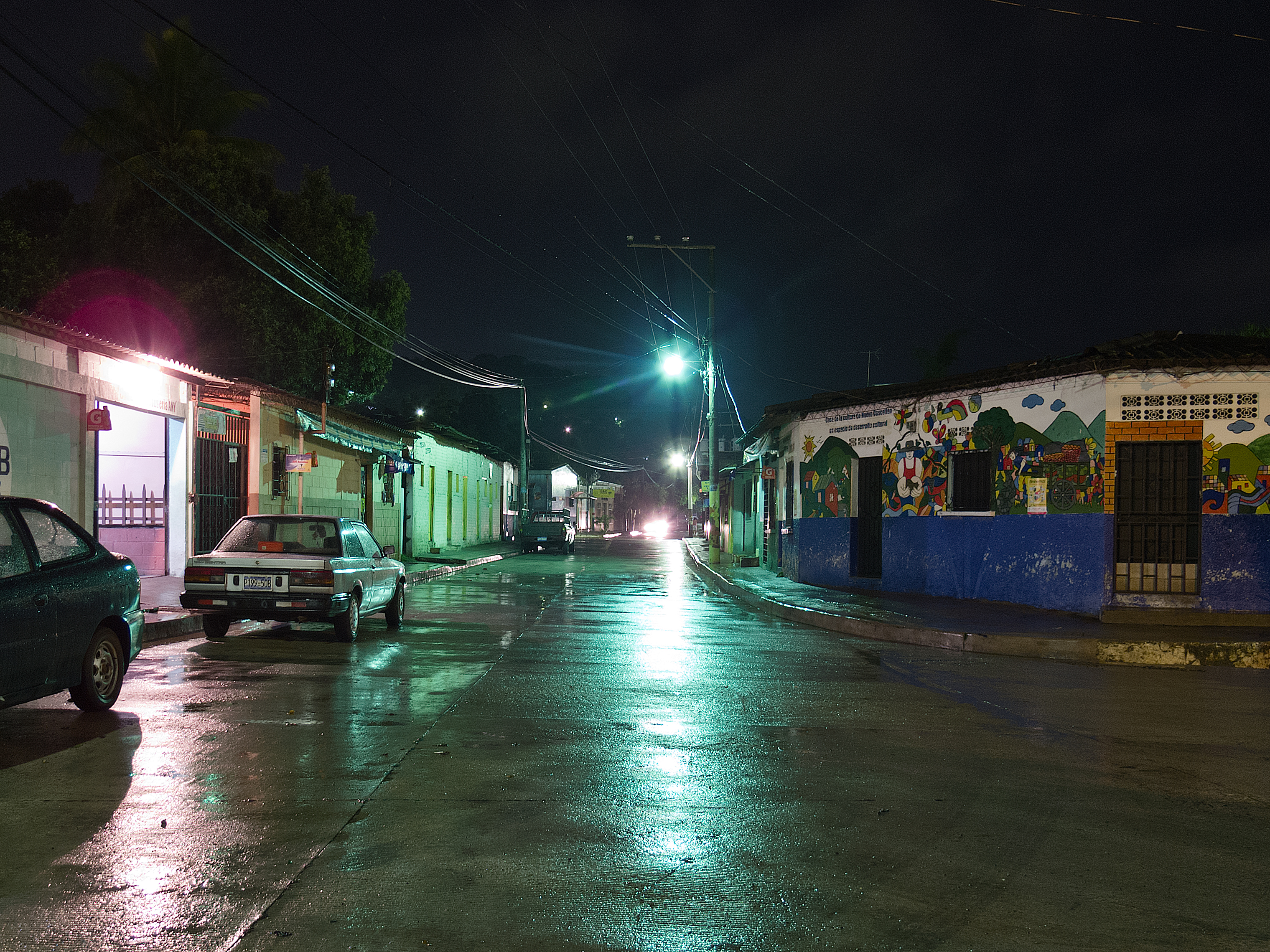
Nuevo Cuscatlán en la noche.
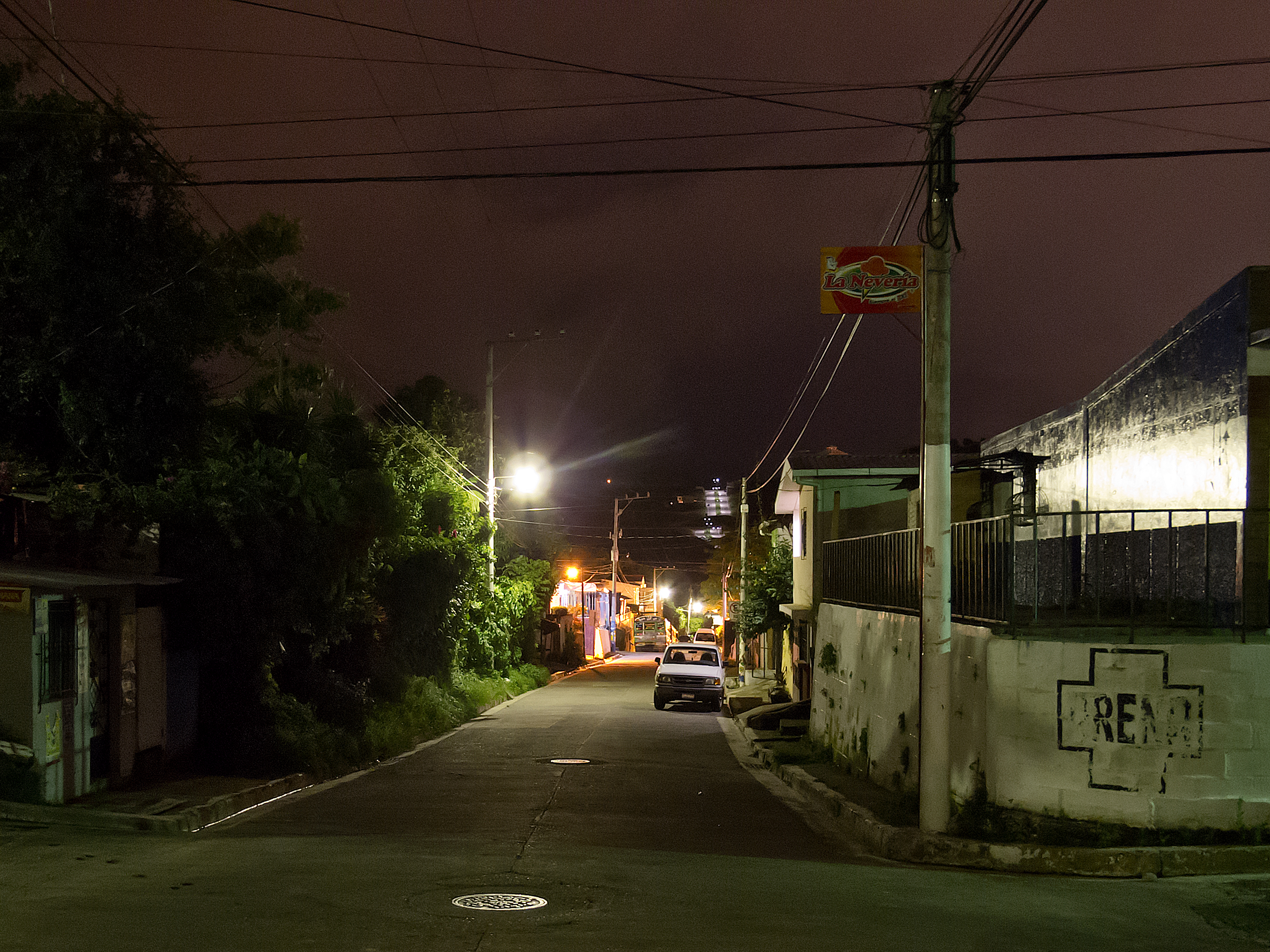
Otra vista de Nuevo Cuscatlán
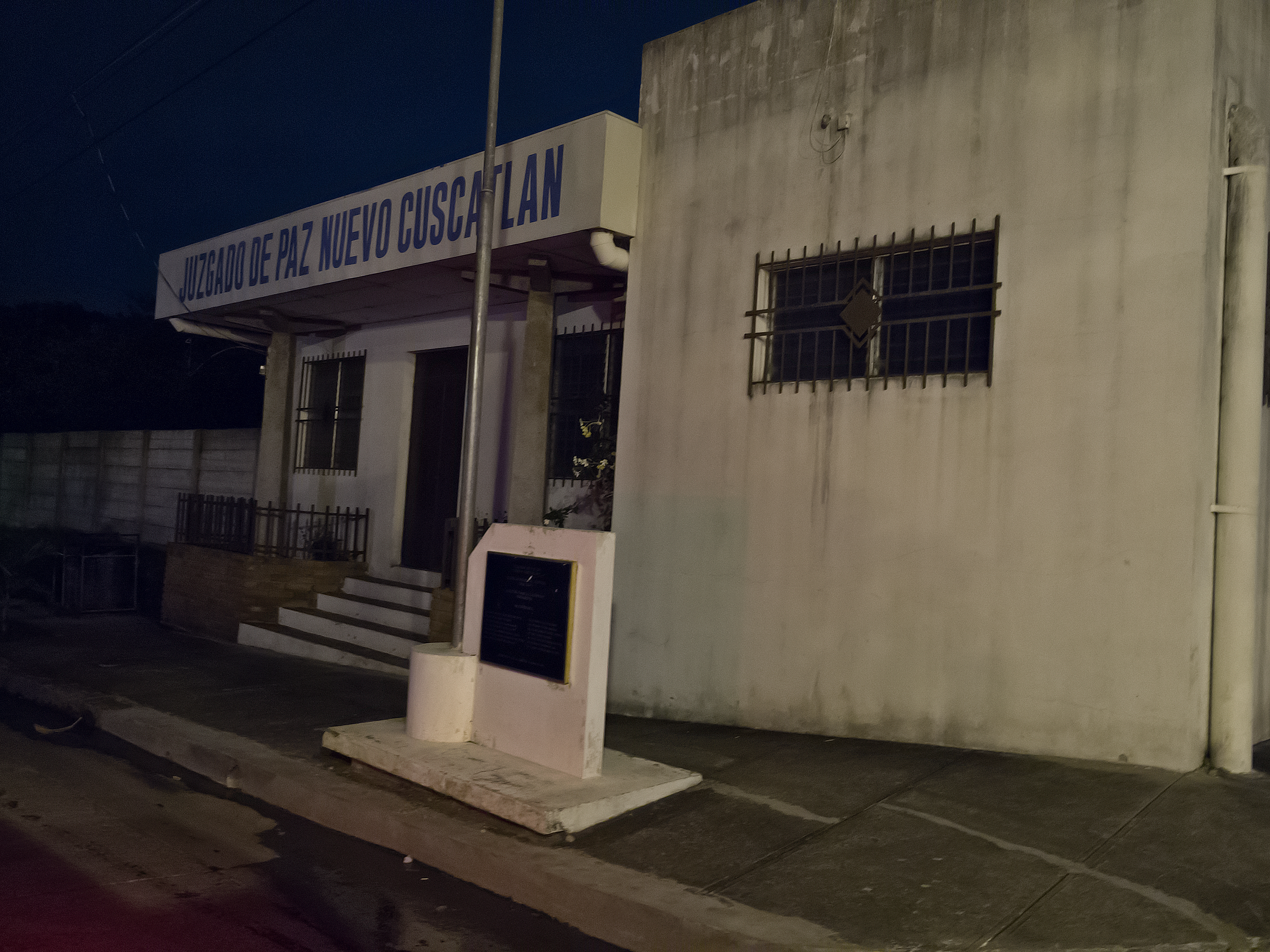
El Juzgado de Paz de Nuevo Cuscatlán
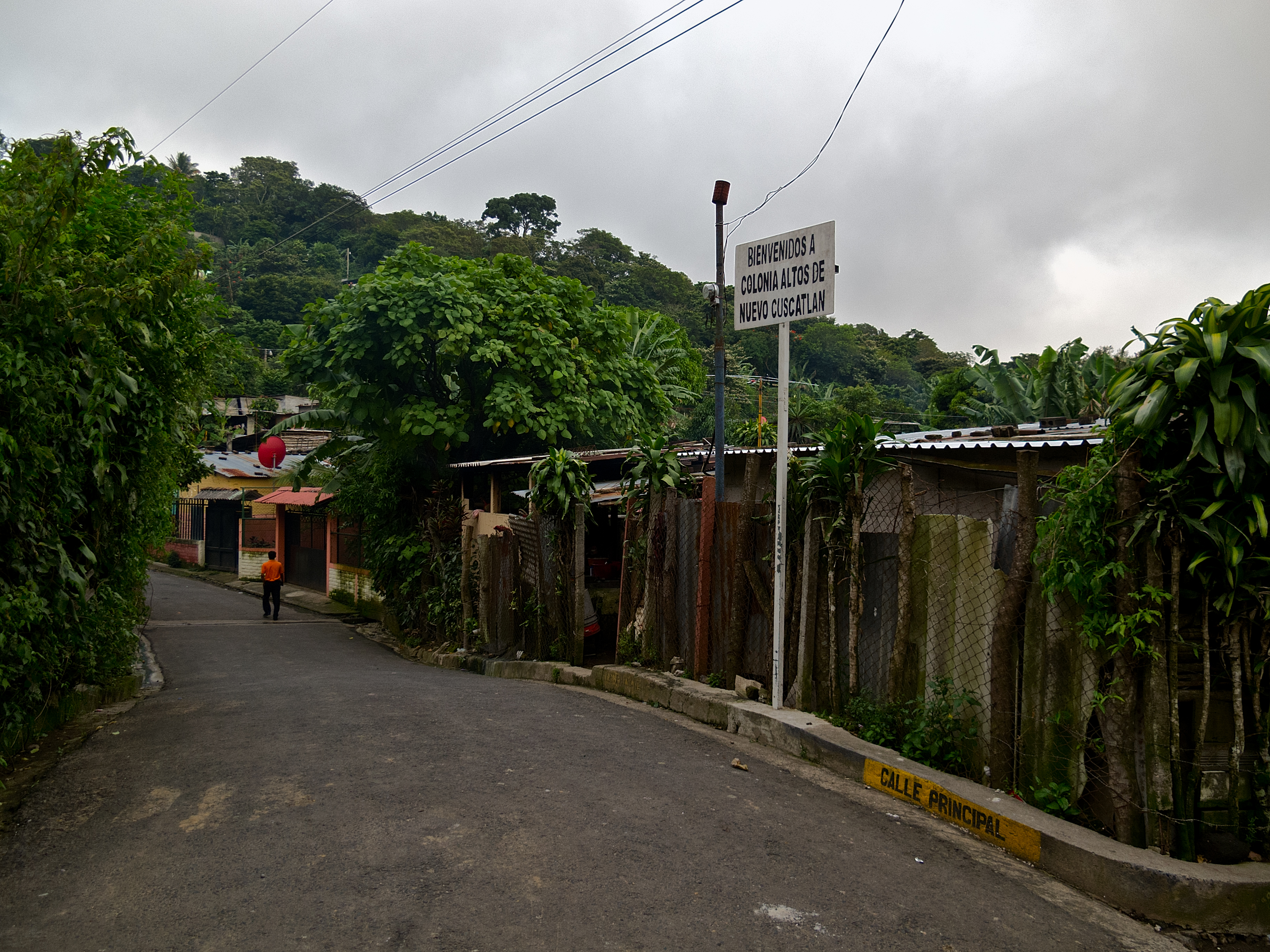
La colonia, Altos de Nuevo Cuscatlán